# Summit, Arizona
Summit är en ort (CDP) i Pima County, i delstaten Arizona, USA. Enligt United States Census Bureau har orten en folkmängd på 5 372 invånare (2010) och en landarea på 11,6 km².